# Эльгер, Семён Васильевич
Семён Васильевич Эльге́р (Семе́нь Эльгер, чув. Çемен Элкер; фамилия при рождении — Васи́льев; 19 апреля [1 мая] 1894, Большие Абакасы, Чувашская АССР — 6 сентября 1966, Чебоксары) — советский чувашский поэт, прозаик, публицист, редактор. Член Союза писателей СССР с 1934 года.
Народный поэт Чувашской АССР (1940). Кавалер ордена Трудового красного Знамени и Ордена Ленина.

## Биография
В 1915 г. был призван в армию. На фронтах Первой мировой войны был тяжело ранен (лишился правой ноги), попал в плен в Австро-Венгрии.

Из плена отправлен в Россию в июле 1916 г. как инвалид войны. По инвалидности (лишение правой ноги) не мог состоять в Красной Армии и участвовать в гражданской войне.— Автобиография С. Эльгера
В том же году взял псевдоним Эльгер (Эльгерин), который впоследствии стал его официальной фамилией.
Прошёл курсы подготовки учителей в Казани. Работал в начальной школе родного села.
В 1922—1935 гг. был сотрудником изданий «Канаш», «Колхозник ялавӗ» (Знамя колхозника) (тогда — «Пирĕн ял»/«Наша деревня»), «Сунтал».
Был главным редактором редакции художественной литературы Чувашского книжного издательства.
Был депутатом Верховного Совета РСФСР.
Умер 6 сентября 1966 года в Чебоксарах. Похоронен на мемориальном кладбище города Чебоксары.

## Работы

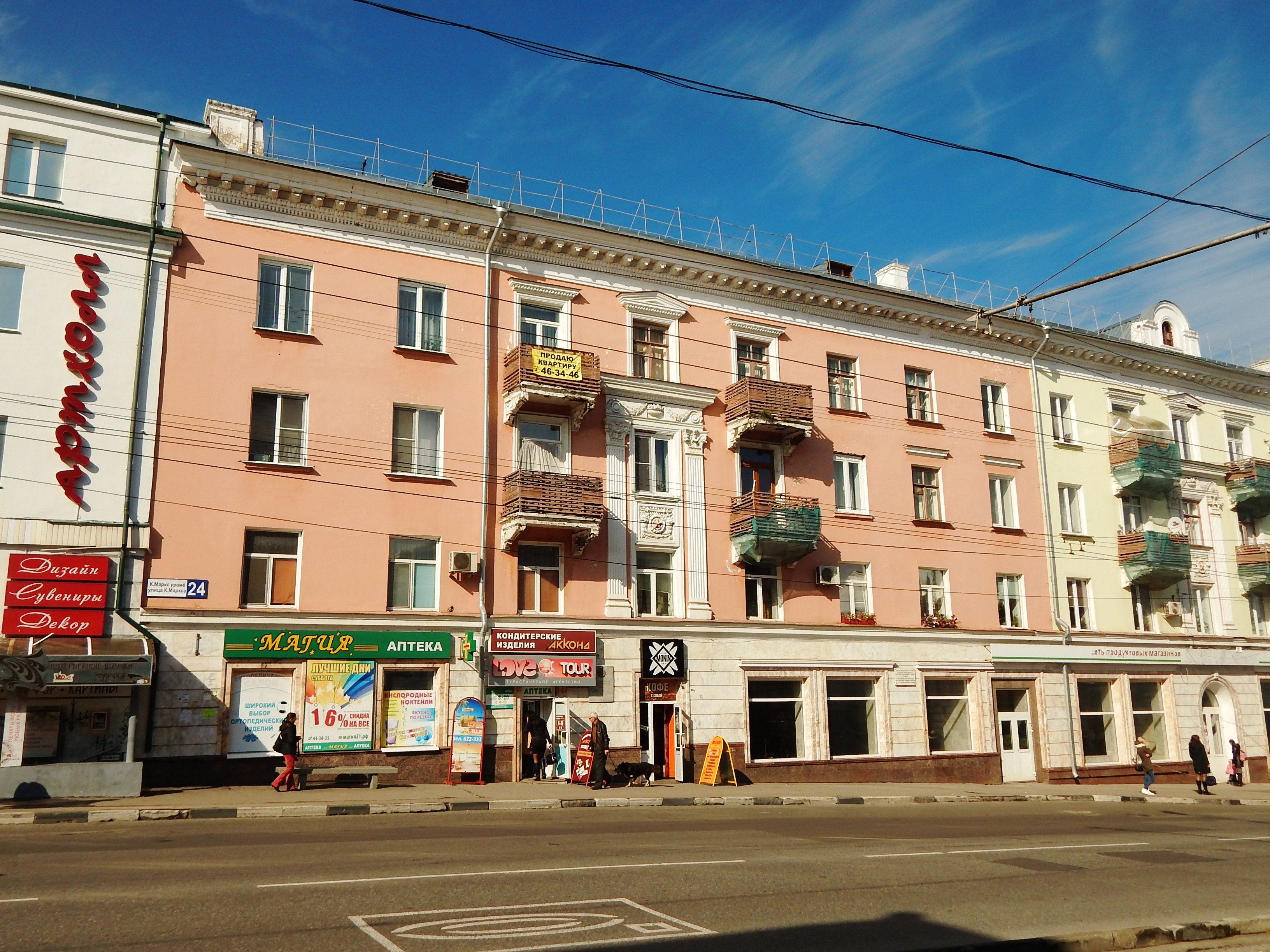
Чувашия. Чебоксары. Дом, в котором в последние годы жил и работал народный поэт Чувашии С. В. Эльгер

Первое стихотворение было опубликовано в 1921 г.
- «Самана» (1928);
- «Юмахсем» (1928);
- «Хĕн-хур айĕнче» (1931, 1937, 1948);
- «Шурăмпуç килсен» (1940);
- «Çутă кунсем» (1945);
- «Вун саккăрмĕш çул» (1948, 1953);
- «Вутпа çулăм витĕр» (1949, 1982);
- «Çырнисен пуххи» (5 томов, 1960—1964);
- «Шĕнкĕл кайăк» (1974);
- «Хурапа шурă», (1994);
- «Вăл вилĕмсĕр» (поэма).

Произведения «Шурăмпуç килсен» («На заре», роман, 1958), «Улăпсем» («Великаны», сказка, 1959), «Хĕн-хур айĕнче» («Под гнётом», поэма, 1960) были также переведены и изданы на русском языке.

## Память

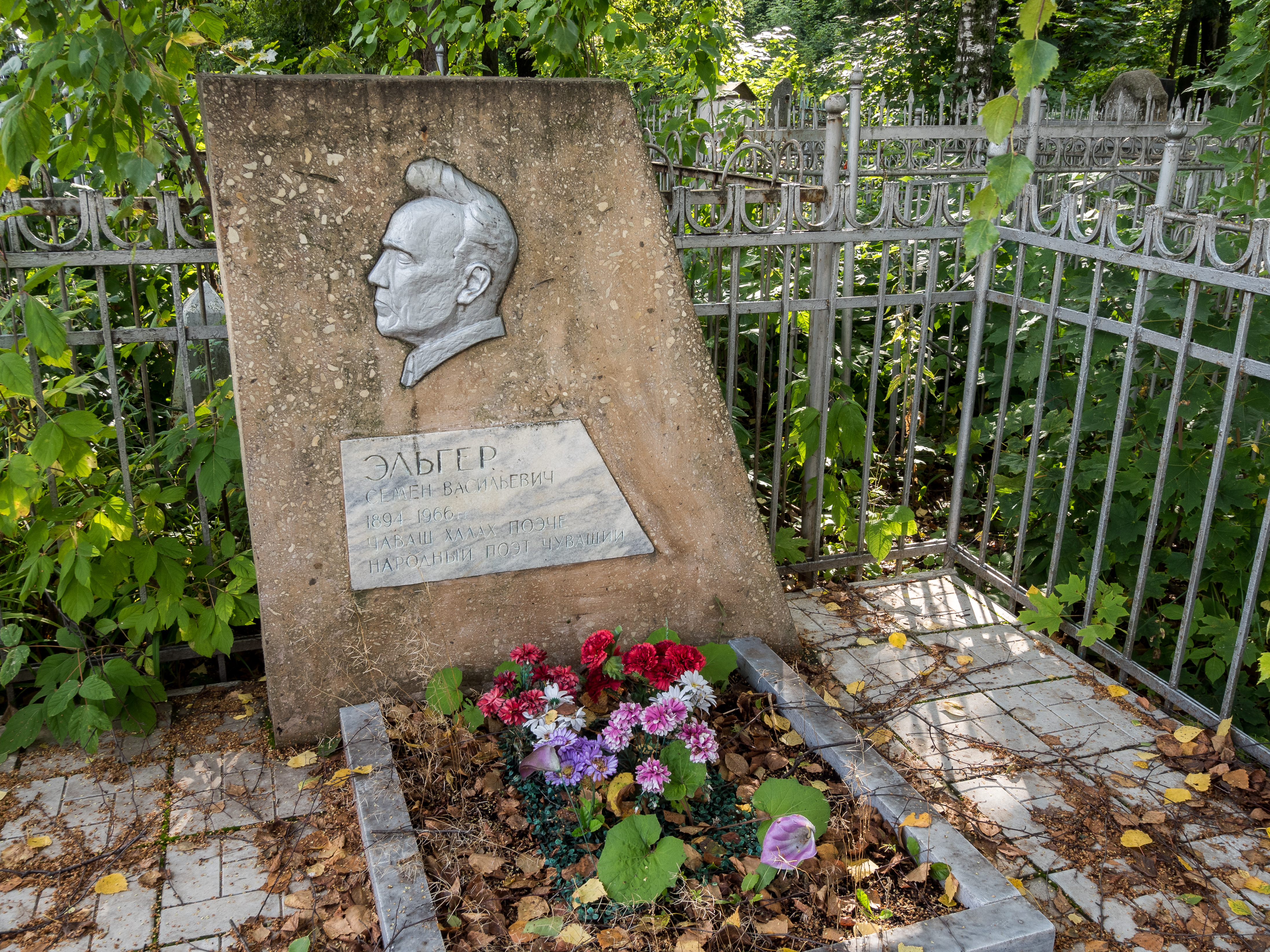
Могила С. В. Эльгера

- Одна из ежегодных премий Союза журналистов Чувашии, учреждённая в 1974 году, носит имя Эльгера[3].
- Именем Эльгера названы улицы в Московском районе Чебоксар и в посёлке Ибреси[5].
- В здании Большеабакасинской школы создан литературный музей имени С. Эльгера.